# Vám
A vám az államok által kivetett adószerű kötelezettség  a vámhatárukat átlépő árukra. Célja egyrészt az állam bevételeinek növelése és az ország gazdaságának szabályozása: az adott ország piacán forgalomban lévő áruk szerkezetének és árának befolyásolása, leggyakrabban a hazai termékek, vagyis a hazai termelők védelme.
A vámok a külkereskedelmi politika fontos eszközei közé tartoznak, bár jelentőségük a szabadkereskedelmet előmozdító nemzetközi megállapodások következtében mára jelentősen csökkent. A domináns közgazdaságtani irányzatok szerint a vámok, az adókhoz hasonlóan, torzítják a piaci mechanizmusokat, így – rövid távon mindenféleképpen – jóléti veszteséget eredményeznek.
A történelemben a vámok egy speciális csoportját alkották a közlekedési vámok.

## A vámok csoportosítása

### Külkereskedelmi forgalom iránya szerint
- Behozatali (import) vám (ma ez a legjellemzőbb)
- Kiviteli (export) vám
- Tranzit vám

### Vámok jogi státusa szerint
- Autonóm: az állam mindenkitől függetlenül állapítja meg a vámot (de ez sem teljesen független x érdekektől)
- Szerződéses: 2 v. több állam érdekeit figyelembe véve, szerződés alapján

### Vámkiszabás alapja szerint
- Erték vámok: vám alapja az áru pénzben kifejezett értéke
- Mérték vámok: áru darabszáma, mennyisége, mértékegysége az alap
- Vegyes vámok: fentiek egyidejű alkalmazása
- Alternatív vámok

Ha a kivetett vám alapja az áru mennyisége (tehát például minden kilogramm után 200 forintot kell fizetni), akkor specifikus vagy mennyiségi vámról beszélünk. Ma már Svájc az egyetlen ország, amely a specifikus vámok rendszerét alkalmazza.
A specifikus vám alternatívája az érték- vagy ad valorem vám, amely az áru értékének meghatározott százalékával egyenlő. Ezt a százalékot, vagyis a vám kulcsát, többnyire gyakran változtatják az import- és exportadatok függvényében. Egy bizonyos értékhatár alatt a kulcs általában 0%, vagyis nem kell vámot fizetni.

### Vámvédelem tárgya szerint
- Ipari vámok
- Mezőgazdasági vámok

### Gazdaságpolitikai szempontból
- Fiskális vámok: céljuk csupán pénzbevétel
- Protekcionista, védővámok (például kiegyenlítő- és nevelővámok, tiltó vám: cél x áruk importjának megakadályozása

A vámok kivetésének legfontosabb célja évszázadokon át az állami (vagy városi, földesúri) bevételek biztosítása volt. Az ilyen célú vámokat szokás fiskális vámoknak nevezni. A 19. század végére különböző adók (forgalmi, jövedelemadó) és járulékok váltak a költségvetési bevételek alapjává, ezzel a vámok fiskális szerepe elhalványodott.
A védővámok esetében a cél valamilyen hazai ágazat védelme. Azzal, hogy a vám megdrágítja a külföldi importőrök termékeit, a hazai termelők is magasabb árat szabhatnak, így megnő a profitjuk és nagyobb az esélyük a fennmaradásra.
A büntetővám esetében a kivető célja, hogy fellépjen valamilyen dömping ellen, illetve megtorolja a másik ország által kiszabott vámot, vagy az exportőreinek juttatott támogatást.

### Kereskedelempolitikai célok szerint
- Preferenciális vám: célja a behozatal elősegítése
- Legnagyobb kedvezményes vám: a legnagyobb kedvezmény elve szerint
- Diszkriminatív vám: azon o. termékére, mely 0 nyújtja a legnagyobb kedvezményt

### Időbeli hatály szerint
- Állandó vám
- Időszaki vám

### Mértéke szerint
- Kiegyenlítő vám
- Nevelő vám
- Tiltó vám

### Egyéb ritkábban alkalmazott vámok
- Simuló vámok: a vámtételek az áru árának változásával ellentétesen módosulnak
- Szezonális vámok: ált. x mzg-i termékek termelőinek védelme érdekében
- Megtorló vám: azon o-k termékeivel szemben, melyek a fogadó o. termékeit hátrányosan megkülönböztetik[1]

## A vámok közgazdaságtana
Egy bel- és külföldön egyaránt gyártható, bármilyen távolságra szállítható és közgazdasági szempontból homogén (vagyis nem változékony minőségű) termékre kivetett vám hatása legegyszerűbben a mikroökonómia kereslet-kínálati modelljének segítségével vizsgálható.
Elsőként tegyük fel, hogy a hatóságok teljesen megtiltják a termék behozatalát. Ekkor az egyensúlyi ár és mennyiség a belföldi keresleti függvény és a belföldi kínálati függvény metszéspontjában (I) fog kialakulni. Ebben az esetben a belföldi vásárlók fogyasztói többlete az A-val jelölt háromszög lesz, míg a belföldi termelők termelői többlete a B, D és H területek összege. A külföldi termelők értelemszerűen semmilyen nyereségre nem tesznek szert.
Másodjára legyen kiinduló feltételezésünk a korábbinak szöges ellentéte: legyen a kereskedelem teljesen szabad, vagyis engedjenek be a hatóságok minden külföldön gyártott termékegységet, vámmentesen. Tegyük fel még, hogy a külföldi termelő(k) ügyfelei között a mi országunk eltörpül, így önmagában az a tény, hogy hozzánk hány egységet tudnak szállítani, nem befolyásolja az általuk szabott árat. Másképpen fogalmazva, az a nemzetközi kínálati függvény, amivel országunk ebben az esetben szembesül, vízszintes (míg a hazai vállalatok kínálati függvénye értelemszerűen megegyezik a korábbival). Ekkor a hazai gyártók csak annyi egységet tudnak a termékből eladni, amennyit még képesek ugyanolyan áron kínálni, mint külföldi vetélytársaik: vagyis a függőleges tengelytől a belföldi és a nemzetközi kínálati függvény metszéspontjáig terjedő mennyiséget ők állítják elő, míg a fennmaradó mennyiség, az előbb említett ponttól a nemzetközi kínálat és a kereslet találkozásáig – vagyis az egyensúlyi pontig (K) – importból fog származni.
Tekintsük a szabadkereskedelem bevezetésének jóléti hatásait. A fogyasztói többlet a korábbi A háromszög területéhez képest kibővült B-vel, C-vel, D-vel, E-vel, F-fel és G-vel, a külföldi gyártók termelői többlete a vízszintes kínálati függvényük miatt továbbra is 0 maradt, míg a hazai gyártók termelői többlete H-ra zsugorodott. B és D olyan területek, amiket a fogyasztók „szereztek meg” a belföldi termelőktől azáltal, hogy az import engedélyezésének következtében a termék ára csökkent. C, E, F és G viszont egyszerűen az előállított mennyiség növekedéséből eredő pluszhaszon. Ha összeadjuk a termelői és fogyasztói többleteket és a kapott értéket egyfajta „társadalmi többletként” értelmezzük, akkor megállapíthatjuk, hogy a társadalom egésze jobb helyzetbe került a szabadkereskedelem bevezetésével. Emögött persze a fogyasztók jólétének jelentős növekedése, ugyanakkor a termelők jólétének csökkenése áll. A termék fogyasztóinak tehát érdekük a nemzetközi kereskedelem engedélyezése, míg a hazai gyártóknak nem.
Utolsó, harmadik esetként vizsgáljuk meg azt a helyzetet, amikor az importot a hatóság engedélyezi, de minden behozott termékegységre egy meghatározott összegű vámot vet ki. Ez a nemzetközi kínálati függvény fölfelé történő eltolódásával jár, méghozzá pontosan a termékegységre jutó vám mértékében. Vagyis a termék kínálati ára – és egyben az új (J) egyensúlyi ponthoz tartozó végső ára – ezzel az értékkel fog emelkedni. A belföldi és a nemzetközi kínálati függvény metszéspontja fölfelé és jobbra tolódik, ami azt jelenti, hogy a hazai gyártók a termékből a második esethez képest többet és magasabb áron tudnak eladni. Termelői többletük így a korábbihoz képest D-vel nő, bár a teljes importtilalomhoz képest még mindig B-vel kevesebb hasznot tehetnek zsebre. A külföldi termelők többlete ez esetben is 0, míg a fogyasztói többlet a D, E, F és G területekkel, tehát jelentősen csökken. Mint már említettük, D a belföldi gyártókhoz csoportosul át; F éppen az importra kivetett vám összegével egyenlő, ez a hatóság kezébe kerül; E és G pedig elvész a társadalom számára. A vám kivetésével tehát a hazai termelők és a hatóságok jártak (legalábbis közvetlenül) jobban, míg a fogyasztói többlet pénzben kifejezve ennél a nyereségnél nagyobb mértékben csökkent.